# Тшенсач (Хощенський повіт)
Тшенсач (пол. Trzęsacz) — село в Польщі, у гміні Пелчиці Хощенського повіту Західнопоморського воєводства.
Населення — 139 осіб (2011).
У 1975-1998 роках село належало до Гожовського воєводства.

## Демографія
Демографічна структура станом на 31 березня 2011 року:
|          | Загалом | Допрацездатний вік | Працездатний вік | Постпрацездатний вік |
| -------- | ------- | ------------------ | ---------------- | -------------------- |
| Чоловіки | 71      | 23                 | 43               | 5                    |
| Жінки    | 68      | 12                 | 44               | 12                   |
| Разом    | 139     | 35                 | 87               | 17                   |